# Spiro Mounds
Spiro Mounds è un sito archeologico della Cultura del Mississippi. Si trova presso la città di Spiro nella Contea di Le Flore in Oklahoma. Il sito contiene i resti di un insediamento dei nativi americani di Cultura Caddo, una variante regionale della cultura del Mississippi, abitato fra l'850 ed il 1450 d.C. Consiste di 12 tumuli posti intorno ad una grande piazza. Il sito fa parte del Registro nazionale dei luoghi storici degli Stati Uniti dal 1969.